# Amata bipuncta
Amata bipuncta är en fjärilsart som beskrevs av Krüger. Amata bipuncta ingår i släktet Amata och familjen björnspinnare. Inga underarter finns listade i Catalogue of Life.